# Boviksbadet
Boviksbadet är ett fritidshusområde norr om Skellefteå. Här återfinns Bovikens Havsbad med camping. Från 2015 avgränsar SCB här en småort.